# Акт о доживотном перству 1958.
Акт о доживотном перству 1958. (енгл. Life Peerages Act 1958) јесте закон који је усвојио Парламент Уједињеног Краљевства којим је поред насљедног перства успостављено и доживотно перство.

## Историјат
Кроз британску историју постојало је само насљедно перство (енгл. hereditary peerage) као једини облик перства. Сви насљедни перови су аутоматски били и чланови Дома лордова. Постоји пет насљедних титула (почевши од највише ка најнижој): војвода, маркиз, гроф, виконт и барон.
Једини изузетак од насљедног перства је био установљен Актом о апелационој надлежности 1876. којим су одређена два правна лорда (са титулом барона и доживотним мандатом) да врше судску власт Дома лордова. Њихов број се касније повећао на дванаест. Ово судијско перство је важило само за живота судија и нису га могли наслиједити њихови потомци.

## Законске одредбе
Доживотни перови носе племићку титулу барона и доживотни су чланови Дома лордова. Они не могу преносити своје титуле и положај на своје потомке, за разлику од насљедних перова. Судије доживотни перови, правни лордови, већ су сједили у Дому лордова на основу Акта о апелационој надлежности 1876.
Акт о доживотном перству је знатно повећао способност премијера Уједињеног Краљевства да утиче на састав Дома лордова. Закон је дозволио и именовање женских перова. Прва жена пер, која је била члан Дома лордова, именована је 21. октобра 1958. године.
Доживотне перове именује монарх, патентом запечаћеним Великим печатом, на предлог премијера Уједињеног Краљевства.
Прије него што је овај закон усвојен, бивши премијери Уједињеног Краљевства су били именовани обично за виконте или грофове (који су насљедни перови) у знак захвалности за њихову јавну службу на високој функцији. Посљедњи премијер Уједињеног Краљевства који је био произведен у грофа је био Харолд Макмилан, за вријеме владе Маргарет Тачер.